# Janeiro de 2018
Janeiro de 2018 é o primeiro mês do ano de 2018.

## Eventos
- 1 de janeiro:
  - a Bulgária assume a presidência rotativa da União europeia, sucedendo à Estónia ;
  - a Califórnia legaliza o uso recreativo de cannabis ;
  - quebrando a tradição por se encontrar a recuperar de uma cirurgia a uma hérnia umbilical, o Presidente da República, Marcelo Rebelo de Sousa, profere a habitual Mensagem de Ano Novo a partir de sua casa, em Cascais, e em direto.[1]
  - uma nova moeda for introduzida na Mauritânia.
  - um tumulto na prisão Colônia Agro-industrial em Goiânia, resulta em 9 mortes e 14 presos feridos. Autoridades relatam que 233 prisioneiros escaparam; 29 foram recapturados, e 109 prisioneiros retornaram voluntariamente.[2]
- 3 de janeiro :
  - Jorge Glas, foi deposto de sua posição de vice-presidente do Equador para o resultado de sua condenação à prisão por corrupção ;
  - um acidente de trânsito entre um caminhão e um ônibus, matando 52 pessoas no Peru.[3]
- 5 de janeiro : o ciclone Ava toca as costas do leste e nordeste de Madagáscar, no Oceano Índico.
- 6 de janeiro : na sequência da demissão, María Alejandra Vicuña foi eleito vice-presidente do Equador pela Assembleia nacional.
- 7 de janeiro : 75ª cerimónia dos Prémios Globo de Ouro em Beverly Hills (Estados Unidos).
- 9 de janeiro : as grandes operações policiais que resultaram na prisão de 169 jogadores alegaram que a 'Ndrangheta e o sequestro de 50 milhões de euros de activos, na Itália (158 prisões) e na Alemanha (11 prisões).[4]
- 10 de janeiro : deslizamentos de terra no sul da Califórnia, em são 17 mortes.[5]
- 11 de janeiro : 23ª cerimônia do Critics' Choice Movie Awards em Santa Mónica (Estados Unidos).
- 12 de janeiro : a Argélia organiza o festival pela primeira vez oficialmente Yennayer, o " Ano Novo berbere ".
- 12 e 13 de janeiro : eleições presidenciais na República Checa (1ª volta).
- 13 de janeiro : eleição da Miss Bélgica de 2018.
- 14 de janeiro : o naufrágio do petroleiro iraniano MV Sanchi no mar do leste da China faz com que o maior derramamento de óleo, desde 1991.
- 15 de janeiro — Sismo de Magnitude 4.9, tem epicentro perto de Arraiolos, e é sentido em quase todo o país.
- 16 de janeiro :
  - o Primeiro-ministro da Roménia, Mihai Tudose, demitiu-se, e o deputado Viorica Dăncilă tem a incumbência de formar um novo governo.
  - a Organização Mundial de Saúde aufere a incidência de casos de febre amarela e inclui o estado de São Paulo em área de risco.[6]* 16 de janeiro a 18 de janeiro : o ciclone Berguitta toca no litoral da Ilha Maurícios e Reunião , no sul-oeste do Oceano Índico.
- 17 de janeiro : O Primeiro-ministro francês, Édouard Philippe anuncia o abandono do projecto do aeroporto da Grande Oeste para a catedral de Notre-Dame-les-Landes.
- 19 de janeiro :
  - Paula-Mae Weekes foi eleita para o cargo de presidente da República de Trinidad e Tobago ;
  - o início do movimento social de 2018, Mayotte
- De 19 a 29 de janeiro : o Festival de cinema de Sundance de 2018 para Park City (Estados Unidos).
- 20 de janeiro :
  - um ataque dos talibãs contra um hotel em Cabul (Afeganistão) faz 40 mortos ;
  - Turquia lança operação militar contra milícia curda no norte da Síria.
- 21 de janeiro :
  - Electron, da Rocket Lab, torna-se primeiro foguete a fazer voo orbital através do uso de motor alimentado por bomba elétrica.
  - dia 24 de cerimónia de entrega do Screen Actors Guild Awards, em Los Angeles (Estados Unidos).
- 22 de janeiro :
  - George Weah torna-se presidente da Libéria ;
  - o ex-chefe de guerra anti-balaka Rodrigue Ngaibona, alias "Geral Andjilo", é condenado à prisão perpétua pelo Tribunal penal de Bangui ; a primeira condenação de uma líder de guerra envolvidos em Guerras civis da República Centro-Africana.[7]
- 24 de janeiro : Tribunal de segunda instância confirma condenação do ex-Presidente do Brasil Luiz Inácio Lula da Silva por corrupção passiva e lavagem de dinheiro.
- De 25 a 28 de janeiro : Festival de Angoulême, de 2018 (França).
- 26 e 27 de janeiro : eleições presidenciais na República Checa (2ª volta), o presidente Miloš Zeman é re-eleito
- 27 de janeiro : um ataque à bomba do talibã em Cabul mata 103 pessoas.
- 28 de janeiro :
  - separatistas do Conselho de Transição do Sul entram em confronto com forças de Abd Rabbuh Mansur Al-Hadi em Áden, no Iémen.
  - eleições presidenciais na Finlândia, o presidente Sauli Niinistö foi re-eleito na primeira volta ;
  - eleição presidencial no Chipre (1ª volta).
- 30 de janeiro : Artur Silva nomeado primeiro-ministro da Guiné-Bissau.
- 31 de janeiro :
  - Superlua Azul de Sangue ocorre pela primeira vez em 35 anos.[8]
  - Miloš Zeman reeleito presidente da República Tcheca.